# Louie Bennett
Louie Bennett (Louisa Elizabeth Bennett; 1870 - 1956) fue una sufragista, sindicalista, periodista y escritora irlandesa.  

## Biografía
Nacida y criada en Dublín, comenzó su vida en la arena pública con el establecimiento del Movimiento de Sufragio de Mujeres Irlandesas en 1911. Escribió dos libros antes de esto, The Proving of Priscilla (1902) y A Prisoner of His Word (1908), y continuaría contribuyendo regularmente a los periódicos como periodista independiente. Desempeñó un importante papel en el Sindicato de Trabajadoras Irlandesas una vez establecido en 1911. Bennett se convirtió en Secretaria Organizadora de la sección irlandesa de la Unión de Control Democrático (UDC) en 1915.
En 1927 fue elegida para el comité ejecutivo del Partido Laborista.
En años posteriores hizo campaña contra la energía nuclear.

## Vida personal, muerte y legado

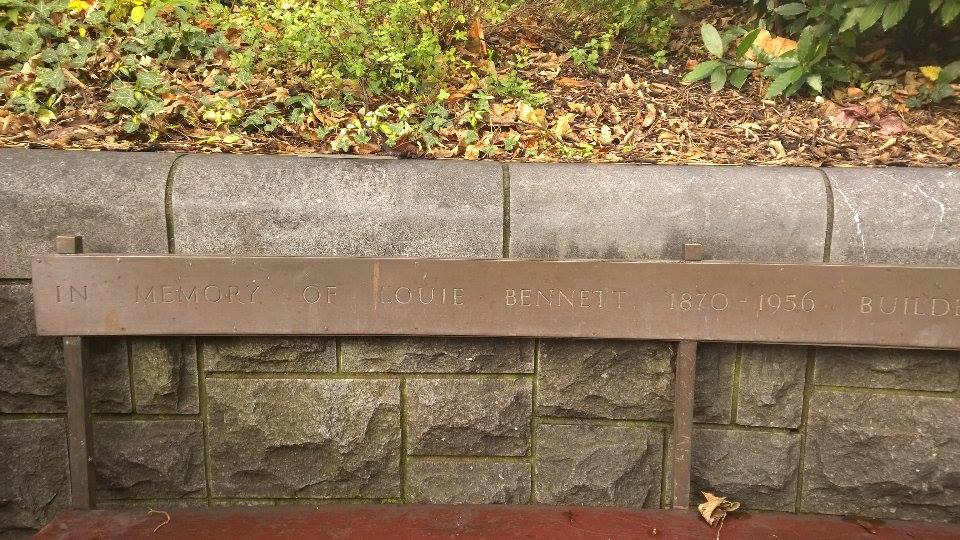
Monumento a Louie Bennett en Stephen's Green de Dublín.

Louie Bennett nunca se casó, pero vivió con su amiga y compañera de toda la vida Helen Chenevix en el suburbio donde había crecido, Killiney, Condado de Dublín.
Murió el 25 de noviembre de 1956, a la edad de 86 años. A su funeral asistieron muchas figuras sindicales y laboristas, incluido William Norton. Está enterrada en el cementerio Deans Grange, compartiendo una tumba con su madre, padre y hermano Lionel Vaughan Bennett. En el año siguiente a su muerte, RM Fox publicó un libro basado en las reminiscencias de su último año de vida titulado "Louie Bennett, Her Life and Times". 
En 1958, se encargó un monumento conmemorativo en el parque en St Stephen's Green para rendir homenaje a su vida y servicio.